# Дочь Лилит
«Дочь Лилит» (фр. La Fille de Lilith) — новелла французского писателя Анатоля Франса, опубликованная в 1887 году. В 1889 году была включена в авторский сборник «Валтасар».
Новелла, посвящённая писателю Жану Псикари, написана как рассказ от первого лица. Главный герой приезжает к своему старому учителю, кюре Сафраку, чтобы рассказать ему о своих прегрешениях. Он отбил у своего друга любовницу по имени Лейла, бросил ради неё невесту, но позже Лейла оставила его, заявив, что возвращается на родину, в Персию. Кюре, выслушав этот рассказ, приходит к выводу, что его ученик встретился с дочерью Лилит — первой жены Адама, не запятнанной первородным грехом и поэтому стоящей выше человеческих чувств.
«Дочь Лилит» была впервые опубликована 25 декабря 1887 года в газете Temps. В 1889 году Франс включил её в сборник «Валтасар». Исследователи видят в новелле критику религиозной морали: Франс показывает, что отречение от земного, которое церковь считает благом, лишает людей права на счастье. Смешение экзотического сюжета с повседневной реальностью сближает новеллу с декадентской литературой.